# Werner Lampe
Werner Lampe (n. 30 noiembrie 1952, Hannover, RFG) este un înotător german, medaliat olimpic. A participat la o ediție a Jocurilor Olimpice (1972) în care a câștigat o medalie de argint și o medalie de bronz.